# Torre de Satarenya
La Torre de Satarenya és una torre defensiva  islàmica que es troba al municipi de Serra (el Camp de Túria). Es tracta d'un bé d'interès cultural amb anotació ministerial RI-51-0010993 de 5 de març de 2003.

## Localització
La Torre de Satarenya es troba en un altell proper al castell de Serra, entre aquest i la carretera de Nàquera. L'accés es realitza en part pel camí de Vinyetes i el de la Torreta, però el tram final es fa camp a través.

## Història
Es va construir entre els segles viii i xiii, a època islàmica. Les torre de Satarenya, la de l'Ermita i la de Ria estaven vinculades al castell de Serra.

## Descripció
És de planta quadrada, amb murs d'uns sis metres de costat. Està construïda amb fàbrica de tàpia de maçoneria i revestits amb una capa de morter de calç del que queden encara restes a inicis del segle xxi. L'entrada es trobava a la primera planta, de manera que es podia aïllar de l'exterior. Es troba semiderruïda, conservant-se únicament la planta inferior. S'aprecien esquerdes i esvorancs als murs que encara es conserven, trobant voltant de la torre pedres de maçoneria provinents de l'enderroc de les plantes superiors de la torre.